# 목도고등학교
목도고등학교(牧渡高等學校)는 충청북도 괴산군 불정면 목도리에 있었던 공립 고등학교이다.

## 학교 연혁
- 1975년 3월 5일 : 목도고등학교 개교
- 2006년 8월 28일 : 다목적 교실 준공
- 2012년 5월 16일 : 용문학사 준공식
- 2017년 3월 1일 : 제29대 이현성 교장 부임
- 2018년 2월 9일 : 목도고 제41회 졸업(누계 2,451명)
- 2018년 3월 2일 : 2018학년도 입학생(24명)
- 2019년 9월 1일 : 제30대 민경석 교장 부임
- 2020년 2월 18일 : 목도고 제43회 졸업(누계 2,499명)
- 2022년 2월 28일 : 47년만에 폐교[1]

## 폐교 이후
폐교 이후 목도고등학교 자리에는 목도나루학교가 2023년에 개교하였다.

## 참고 자료
- 목도고등학교 - 한국교육학술정보원 학교알리미